# Santi XII Apostoli
Die Basilika Santi Apostoli, auch Santi XII Apostoli (lateinisch [Ecclesia] Sanctorum XII Apostolorum ‚[Kirche] der (zwölf) Apostel‘) ist eine Kirche in Rom, die im 6. Jahrhundert gegründet und bis 1827 mehrfach erneuert und ergänzt wurde. Sie ist Pfarrkirche der gleichnamigen Pfarrgemeinde sowie Titelkirche der römisch-katholischen Kirche und enthält u. a. die Grabstätten von Papst Clemens XIV., vier Kardinälen und des Komponisten Girolamo Frescobaldi. Die Kirche war die Familienkirche der römischen Familie Colonna und gilt als „die letzte der großen römischen Basiliken“. Kirchenamtlich trägt sie den Titel Basilica minor.

## Lage

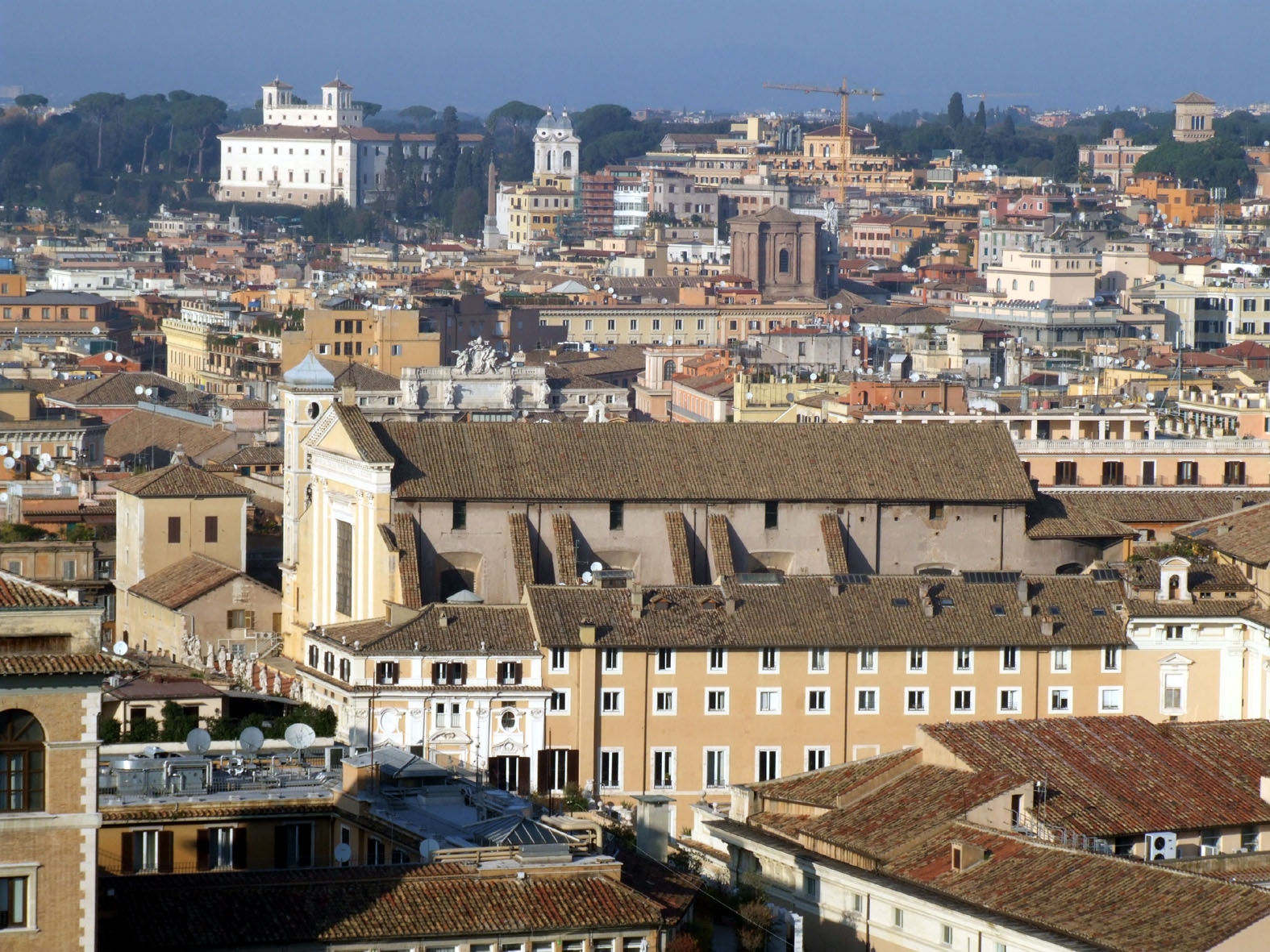
Santi Apostoli, vom Nationaldenkmal Viktor Emanuels II. gesehen

Die Basilika liegt im römischen Rione Trevi und damit im historischen Zentrum Roms an der gleichnamigen Piazza dei Santi Apostoli etwa 200 m nördlich der Piazza Venezia. Sie grenzt unmittelbar an den Palazzo Colonna. Auf der Rückseite der Basilika schließt sich das Päpstliche Bibelinstitut in der Via dei Lucchesi an.

## Geschichte
An diesem Ort wurde im vierten Jahrhundert von Papst Julius I. die nach ihrem Erbauer benannte Basilika Julia gebaut. Im 5. Jahrhundert tauchte sie bereits als titulus apostolorum auf. Da in ihr die vermeintlichen Reliquien der Apostel Philippus und Jakobus, Sohn des Alphäus aufbewahrt werden, wurde die Kirche und der Kardinaltitel als Santi Filippo e Giacomo bezeichnet.
Es wird angenommen, dass Papst Pelagius I. um 560 die Kirche als Dank für die Vertreibung der Goten aus Rom gegründet hat. Es folgten zahlreiche Umbauten und Erweiterungen im Lauf der Jahrhunderte. Die letzte, bis heute prägende, fast vollständige Erneuerung ab dem Jahr 1702 wurde von Francesco Fontana geplant und begonnen und nach seinem Tod 1708 von seinem Vater Carlo Fontana bis 1714 weitergeführt.

## Grundstruktur
Die Kirche wurde als Basilika, also dreischiffig mit erhöhtem Mittelschiff ohne Kuppel erbaut. Zu den Seitenschiffen hin öffnen sich insgesamt sechs Seitenkapellen. Diese tragen Laternen über ihren Kuppelgewölben, so dass die Beleuchtung der Basilika dahingehend ungewöhnlich ist, dass die Seitenschiffe nicht, wie so häufig bei dreischiffigen Kirchen, „im Dunklen liegen“, sondern seitlich beleuchtet werden.

## Äußeres

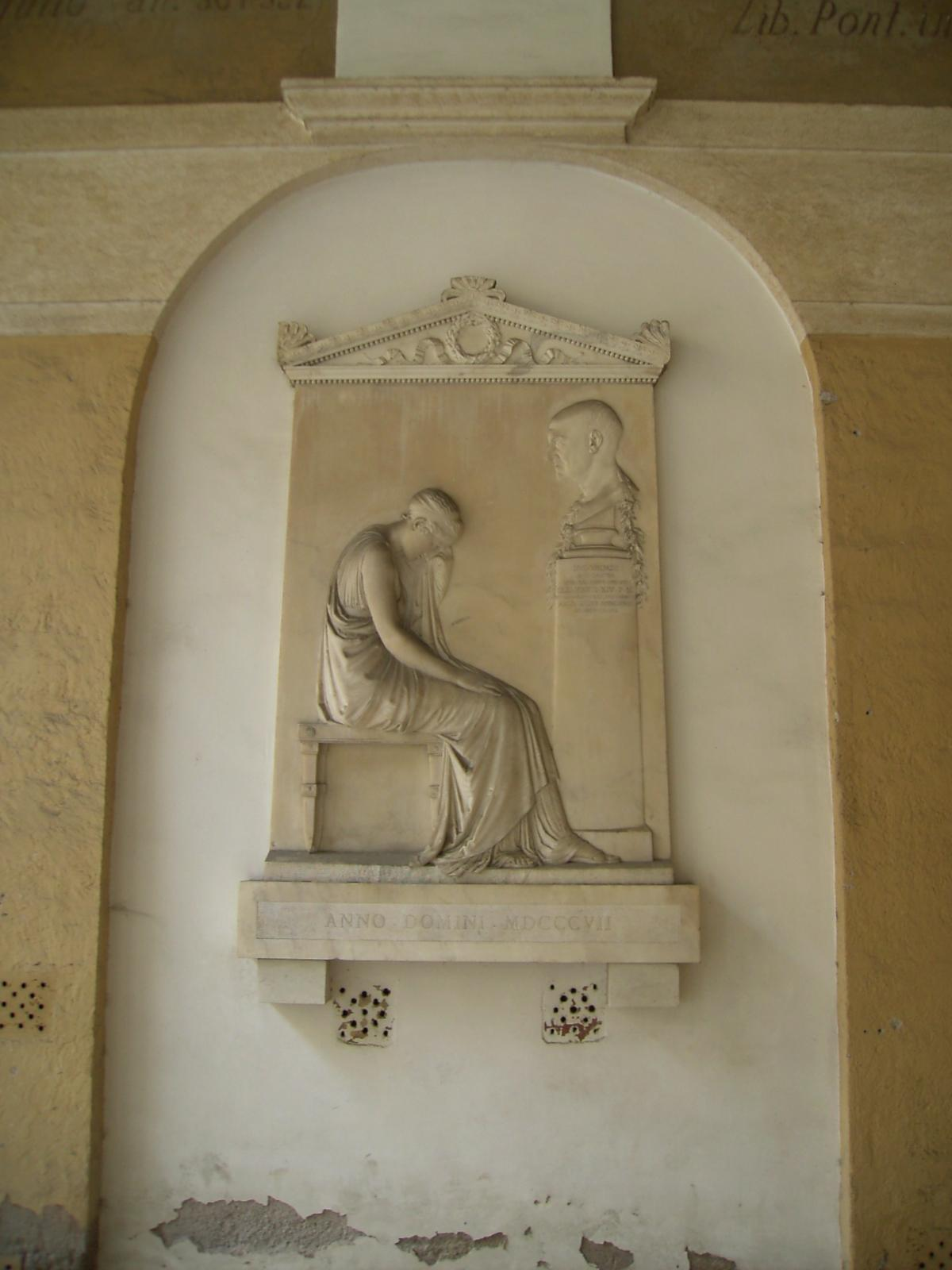
Denkmal für Giovanni Volpato

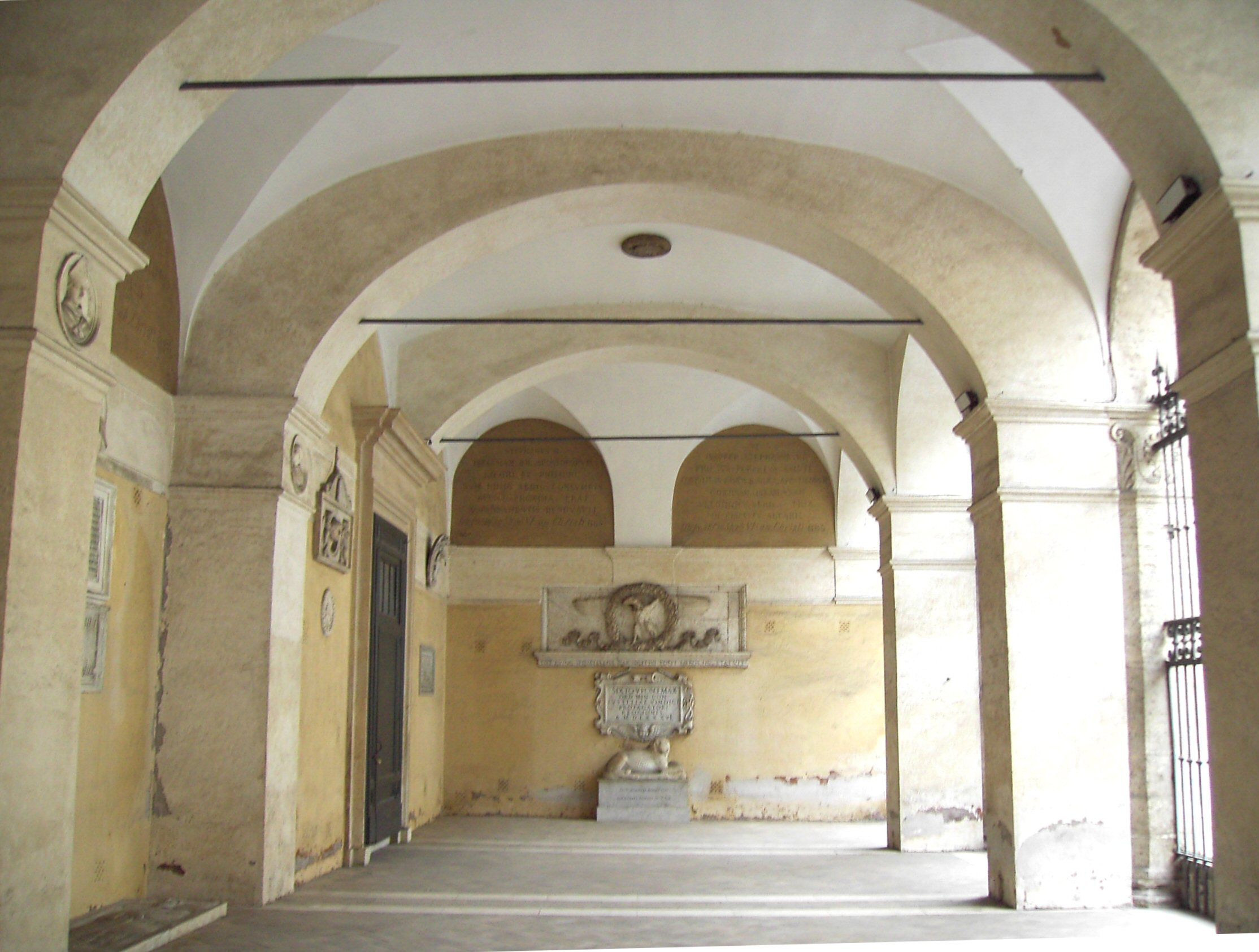
Zwei Gewölbe des Portikus und rechte Schmalseite

Die Fassade wird im unteren Teil von einem Doppelportikus beherrscht. Diesen führte 1475 Baccio Pontelli aus. Hier scheinen zehn vorgeblendete achteckige Pfeiler neun Gewölbe zu tragen, tatsächlich übernehmen diese Aufgabe die dahinterliegenden Viereckpfeiler. Auf der linken Schmalseite des Portikus befindet sich ein Denkmal für Giovanni Volpato, geschaffen 1807 von Antonio Canova. Die rechte Schmalseite enthält eine antike Marmorplatte vom Trajansforum, dargestellt ist der römische eichenlaubumkränzte Legionsadler. Das Motiv soll „Urbild einer langen Reihe von europäischen Staatssymbolen“ sein. Die Vorhalle enthält eine Reihe weiterer Überreste antiker und mittelalterlicher Kunstgeschichte. Das darüberliegende Stockwerk wurde ab 1702 im Zuge der Umgestaltung der Schauseite der Basilika von Carlo Fontana verändert, indem er Fenster in die ursprünglich offene Arkadenreihe einfügte. Der Giebel der Stirnseite wurde 1827 von Giuseppe Valadier errichtet und mit einer eher unauffälligen Pilastergliederung versehen.

## Inneres

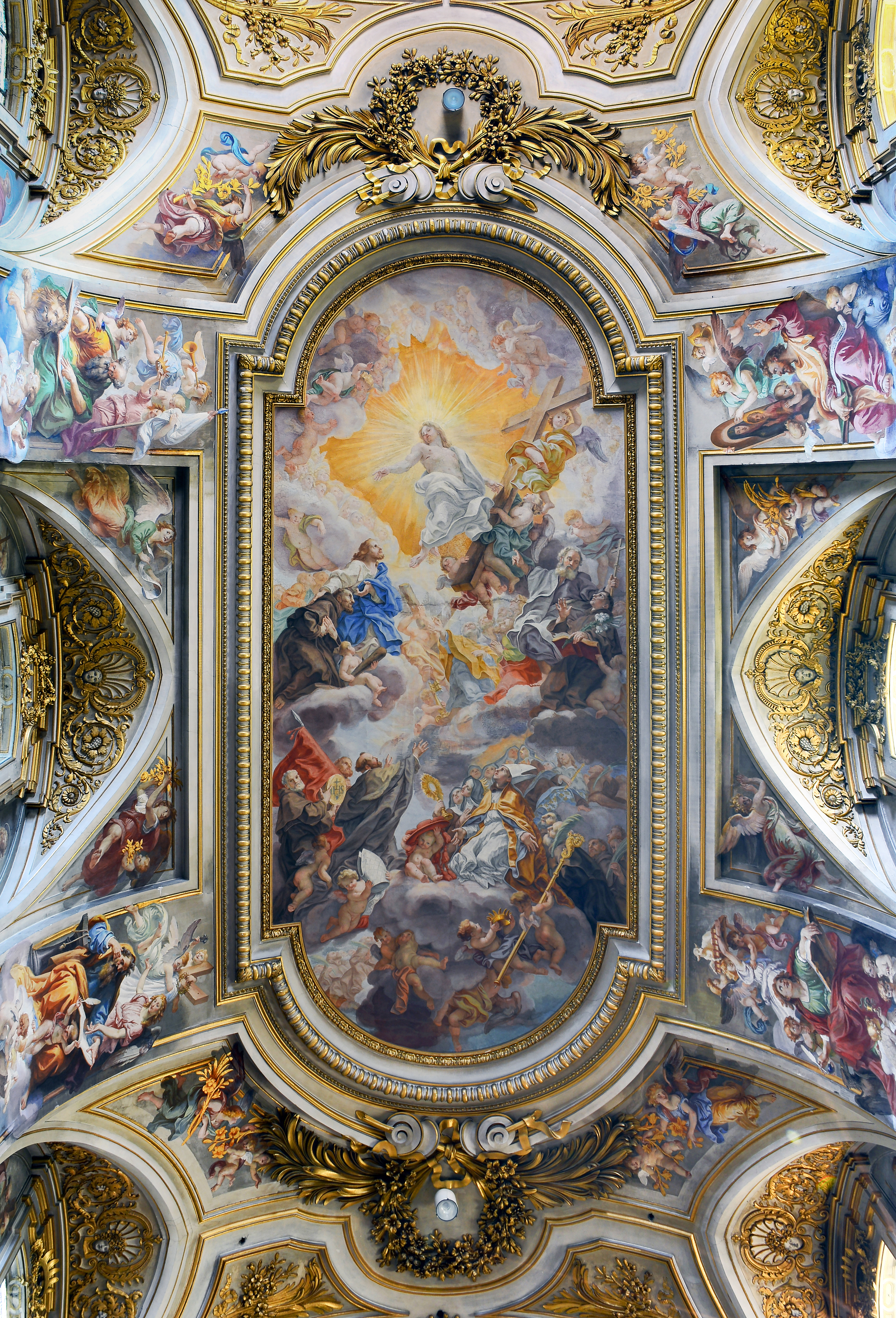
Decke mit Fresken

Im Inneren der langen Basilika (die Länge des Mittelschiffs beträgt 63 m) gliedern die schweren, mit Doppelpilastern ausgeführten Pfeiler der Basilika die Raumseiten. Diese öffnen sich in hohen Arkadenbögen zu den Seitenschiffen, ebenfalls als Doppelpilaster ausgeführt. Im Bereich des Chores und der Apsis tragen Säulen die darüber angebrachten Balustraden. Das Innere ist reich in der Formensprache des Spätbarock gehalten. Es dominieren die Farben Weiß und Gold sowie üppiges blattgoldbelegtes Stuckdekor. Die Decke ist ein Tonnengewölbe, welches durch Fenster oberhalb des umlaufenden Gesimses durchbrochen wird. Das Fresko des Mittelschiffsgewölbes stellt den Triumph des Franziskanerordens dar und wurde 1707 von Giovanni Battista Gaulli, genannt „Baciccia“ ausgeführt.

## Ausstattung

### Altar und Apsis

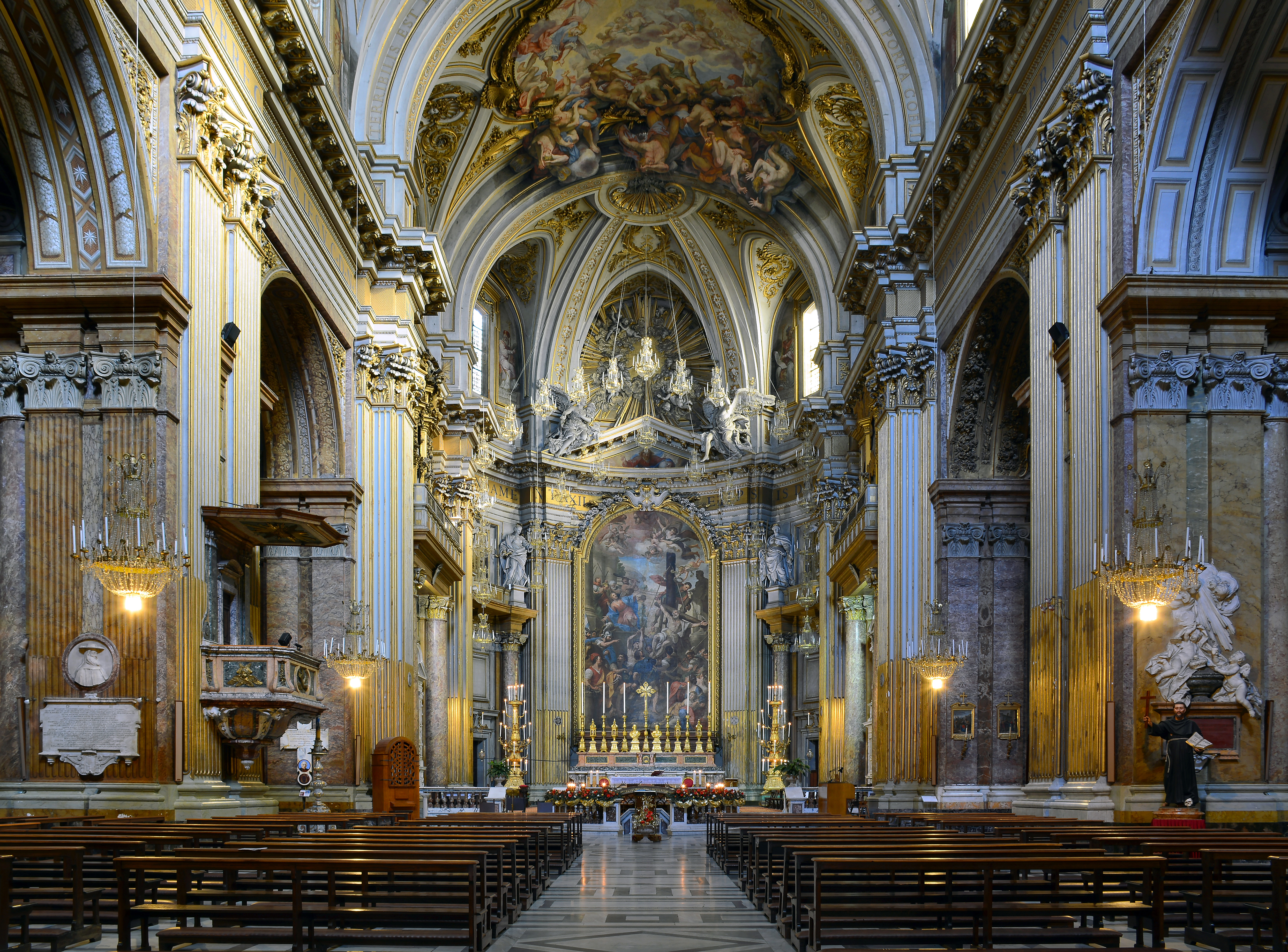
Blick zum Hauptaltar

In einem steinernen Reliquienschrein unter dem Hochaltar sind Reliquien beigesetzt, die als die Gebeine der heiligen Philippus und Jakobs galten. Die dem Jakobus zugeschriebenen Knochen stammen einer im Januar 2021 veröffentlichten chemischen Analyse zufolge jedoch von einem Europäer und somit höchstwahrscheinlich nicht von Jakobus. Die Reliquien des um 81 gestorbenen Philippus konnten bei der Untersuchung nicht genau datiert werden; Begleitfunde deuten auf einen frühchristlichen Ursprung hin.
Die Apsis enthielt bis zum Umbau von 1702 Fresken von Melozzo da Forlì, entstanden 1472. Diese wurden dabei zerstört, Fragmente davon befinden sich im Quirinalspalast und in der Vatikanischen Pinakothek. Das heutige Deckenfresko der Apsis wurde von Giovanni Odazzi geschaffen und stellt den Aufruhr der Engel dar. Das Gemälde des Hauptaltares wurde von Domenico Mutatori 1704 gefertigt, es stellt das Martyrium der hll. Philippus und Jakobus dar und gilt als das größte Tafelbild in Rom.

### Grab von Papst Clemens XIV.
Das Grab des Papstes befindet sich an der Stirnseite des linken Seitenschiffes; es wurde 1787 von Antonio Canova geschaffen, als sein erstes in Rom. Dem Werk ist der aufkommende Klassizismus deutlich anzumerken, der Sarkophag ist ein klassizistisches Element, die darüber dargestellte Figur des Papstes mit den beigefügten Allegorien (der Bescheidenheit (links) und der Sanftmut (rechts)) ist noch deutlich dem Barock verpflichtet.

### Gräber der Kardinäle Pietro Riario und Raffaele Riario
Kardinal Pietro Riario starb 1474, sein Grabmal ist ein Gemeinschaftswerk von Andrea Bregno, Mino da Fiesole und Giovanni Dalmata. Dieses Grabmal befindet sich auf der linken Seite des Mittelschiffs in der Nähe des Chores. Auf der rechten Seite ist Kardinal Raffaele Riario bestattet, sein Grabmal soll nach einem Entwurf von Michelangelo gearbeitet worden sein.

### Grab des Kardinals Bessarion

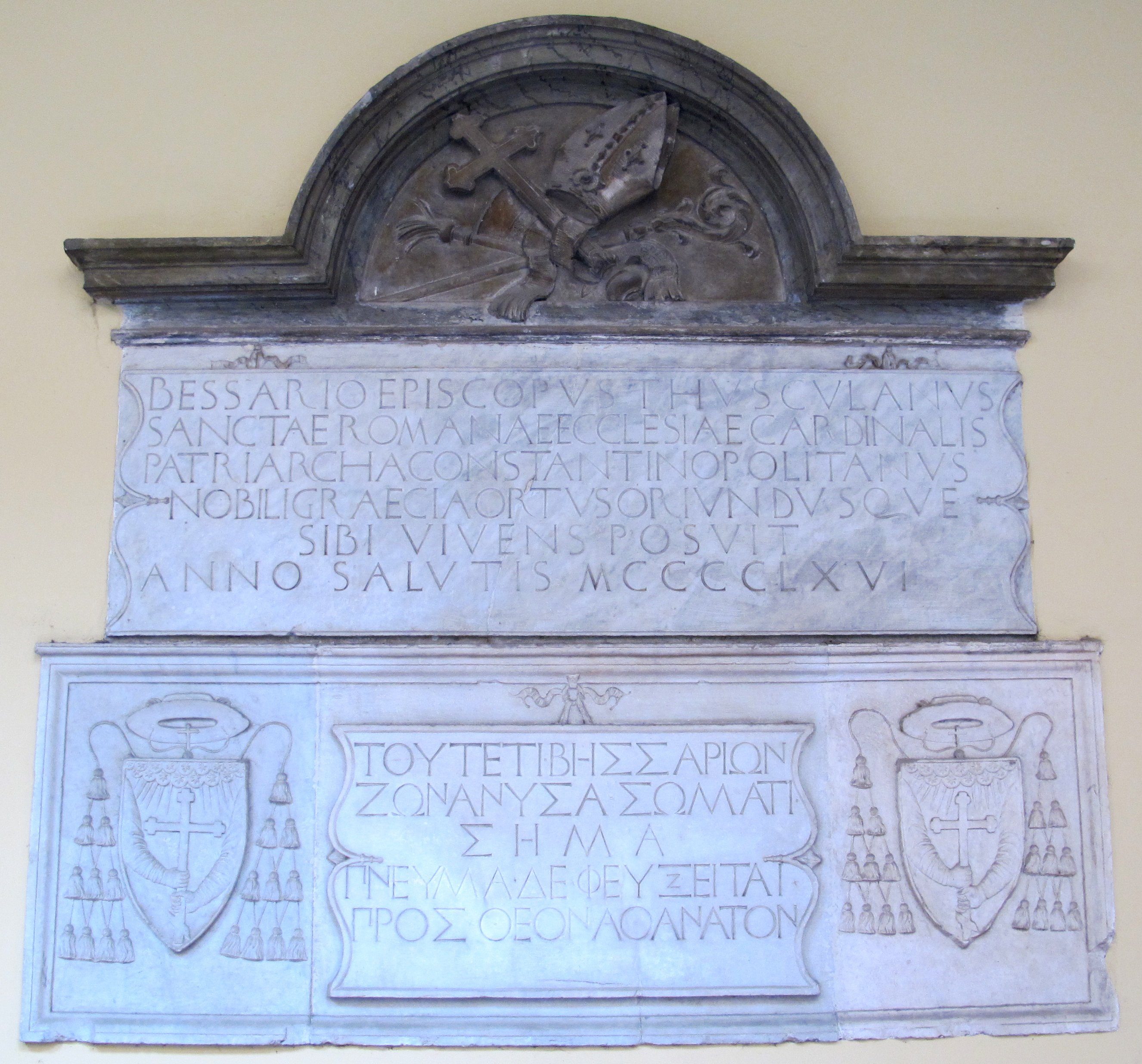
Grabmal Kardinal Bessarions mit der von ihm zu Lebzeiten selbst verfassten Inschrift

Der Kardinal Bessarion, ein bekannter Humanist, starb 1472 in Ravenna. Er wurde in der Kirche Santi XII Apostoli beigesetzt, deren Kardinalpriester er zu Lebzeiten zeitweise gewesen war. Sein Grabmal befindet sich heute im Kreuzgang der Kirche an der Wand links und trägt eine Inschrift, die sich aus einem lateinischen und einem griechischen Teil zusammensetzt:
„Bessario episcopus Thusculanus / sanctae Romanae ecclesiae cardinalis / patriarcha Constantinopolitanus / nobili Graecia ortus oriundusque / sibi vivens posuit / anno salutis MCCCCLXVI. / Τούτ' έτι Βησσαρίων / ζων ήνυσα σώματι / σήμα / πνεύμα δε φευξείται / προς Θεόν αθάνατον.“
(„Bessarion, Bischof von Tusculum, der heiligen römischen Kirche Kardinal, Patriarch von Konstantinopel, aus dem edlen Griechenland gebürtig und entsprungen, hat (den Stein) für sich selbst zu Lebzeiten gesetzt im Jahre des Heils 1466. – Dieses Zeichen [oder: Grabmal] habe ich, Bessarion, zu Lebzeiten vollendet für den Leib, doch der Geist wird entfliehen zu dem unsterblichen Gott.“)
Im Innenraum der Kirche Santi XII Apostoli befindet sich am zweiten Pfeiler auf der linken Seite eine Ehreninschrift, die im Jahr 1682 dort angebracht wurde und in einem längeren lateinischen Text die Verdienste Bessarions um die westliche (= katholische) wie auch die östliche (= orthodoxe) Kirche, um die Basilica Santi XII Apostoli selbst und den Minoritenorden betont. Auch wird hervorgehoben, dass er seine umfangreiche Bibliothek der Republik Venedig vermachte. Die Inschriftentafel ist mit einem runden Relief versehen, das die Büste Bessarions in Seitenansicht zeigt. Häufig wird dieses Denkmal mit Bessarions eigentlichem Grabmal verwechselt.

### Grab von Kardinal Casaroli
Kardinalstaatssekretär Agostino Casaroli hatte die Kirche Santi XII Apostoli als Titelkirche und wurde nach seinem Tod 1998 hier bestattet.

### Grab von Girolamo Frescobaldi

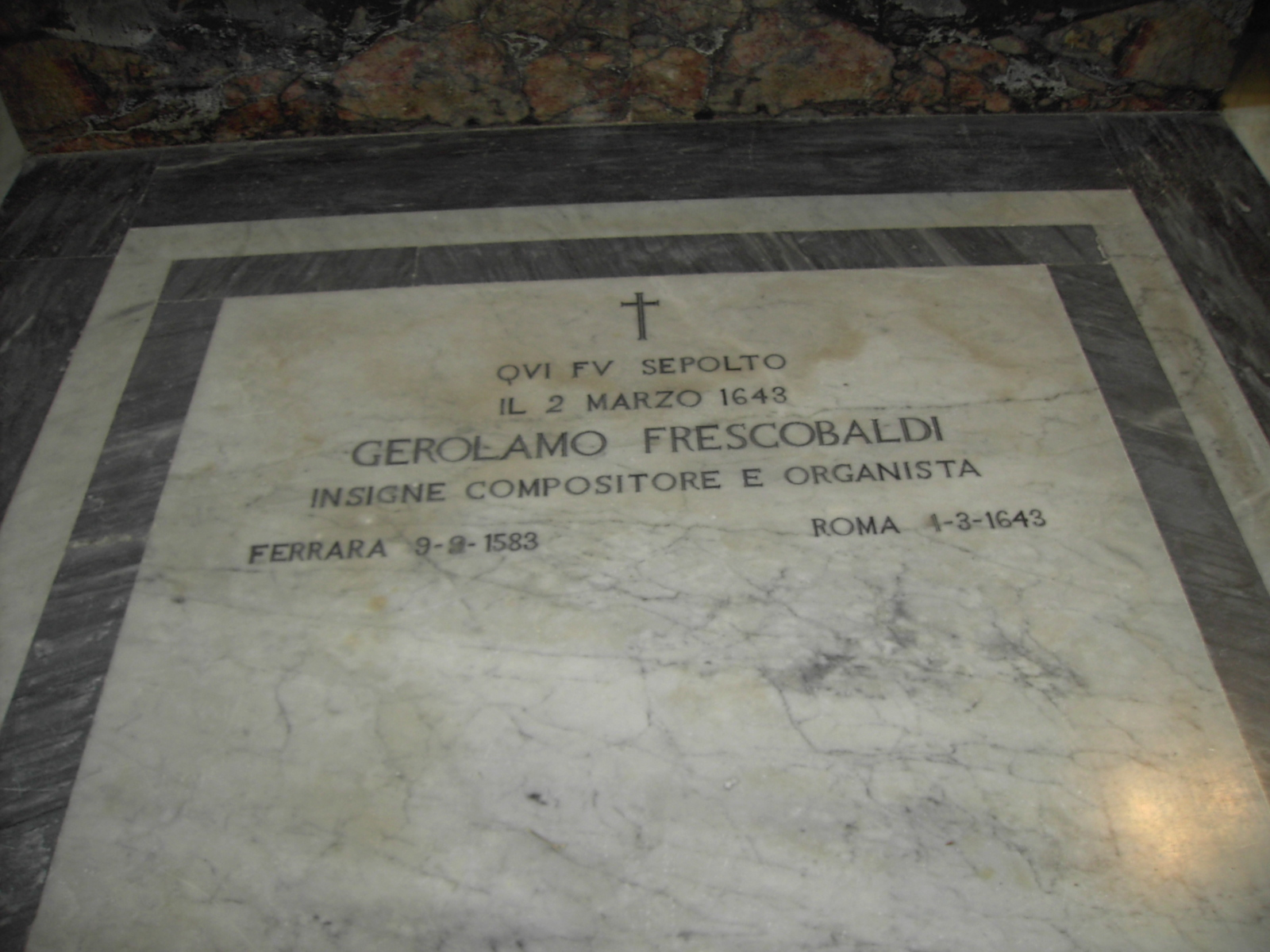
Grabplatte Frescobaldis

Der bedeutende Komponist und Organist des Frühbarock Girolamo Frescobaldi starb 1643. Er wurde unter einer schlichten marmornen Grabplatte beerdigt.

### Capella Odescalchi
Die Capella Odescalchi wurde von Ludovico Sassi, einem Schüler Carlo Fontanas ausgeführt. Bemerkenswert daran ist, dass der gesamte Fußboden in Mosaik gearbeitet ist, dieses stellt das Wappen Papst Innozenz’ XI. dar.

### Ehemaliges Grab des Michelangelo

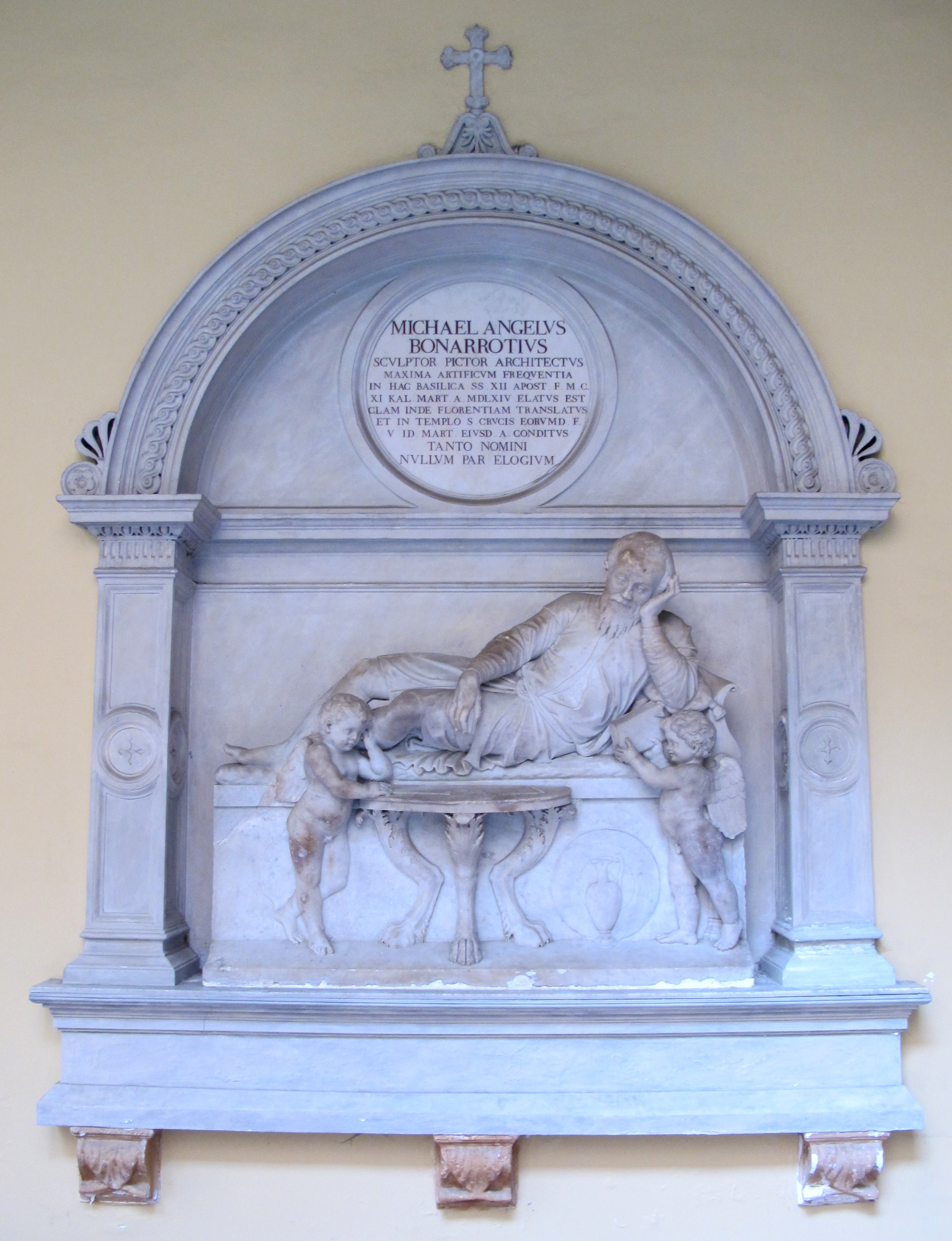
Ehemaliges Grabmal des Michelangelo

Im Kreuzgang der Kirche befindet sich an der Wand rechts das ehemalige Grab des Künstlers Michelangelo. Dieser wurde nach seinem Tod 1564 zunächst in der Kirche Santi XII Apostoli beigesetzt, später aber nach Santa Croce in Florenz überführt. Das Grabmal zeigt den Maler, Bildhauer und Architekten seitlich auf einer Liege ruhend, vor der ein kleiner Tisch und zwei Eroten stehen. Die darüber angebrachte Inschrift lautet:
„Michael Angelus / Bonarrotius / sculptor pictor architectus / maxima artificum frequentia / in hac basilica ss (sanctorum) XII apost(olorum) F(ratrum) M(inorum) C(onventualium) / XI kal(endas) mart(ias) a(nni) MDLXIV elatus est / clam inde Florentiam translatus / et in templo s(anctae) crucis eorumd(em) f(ratrum) / V id(us) mart(ias) eiusd(em) a(nni) conditus. / Tanto nomini / nullum par elogiam.“
(„Michelangelo / Buonarotti, / Bildhauer, Maler, Architekt, / ist mit einem überaus zahlreichen Geleit von Künstlern / in dieser Basilika der heiligen zwölf Apostel der minderen Brüder, der Conventualen, / am elften Tag vor den Kalenden des März des Jahres 1564 zu Grabe getragen worden; / heimlich ist er von da nach Florenz überführt / und im Tempel des heiligen Kreuzes derselben Brüder / am fünften Tag vor den Iden des März desselben Jahres beigesetzt worden. / Einem so großen Namen / kommt keine Grabinschrift gleich.“)

### Die Bessarion-Kapelle
Diese Kapelle, hinter der Capella Odescalchi, war bis zu ihrer Wiederentdeckung im Jahr 1959 jahrhundertelang verschollen und ist erst seit 2014 zugänglich (Freitag und Samstag 09:00 bis 12:00 Uhr; Eintrittsgebühr). Die Grabkapelle wurde in der Mitte des 15. Jahrhunderts für Kardinal Bessarion errichtet. Die heute nur in einigen Teilen erhaltenen Wandfresken gehören zu den bedeutendsten Zeugnissen der Malerei der Renaissance. Sie werden dem Antoniazzo Romano in Zusammenarbeit mit Melozzo da Forlì zugeschrieben. Vom Chor der Engel im Gewölbe der Apsis ist fast nichts erhalten. Die beiden erhaltenen Fresken im oberen Teil der Apsis zeigen Szenen im Zusammenhang mit dem Erzengel Michael als Beschützer gegen das Böse (die Türken).
Das besser erhaltene Bild rechts zeigt den heiligen Aubert, Bischof von Avranches, im Bischofsornat, in feierlicher Prozession, begleitet von zwei kirchlichen Würdenträgern. Rechts im Bild 6 sind Franziskaner- und fünf Basilianermönche in Schwarz zu sehen. Der Heilige zeigt die Gesichtszüge des französischen Königs Ludwig XI. Die beiden Würdenträger hinter dem Heiligen sind: in Purpur gekleidet Francesco della Rovere, der spätere Papst Sixtus IV., und in Violett sein Neffe, Giuliano della Rovere, der spätere Papst Julius II.
Fresken des Antoniazzo Romano und Melozzo da Forlì:

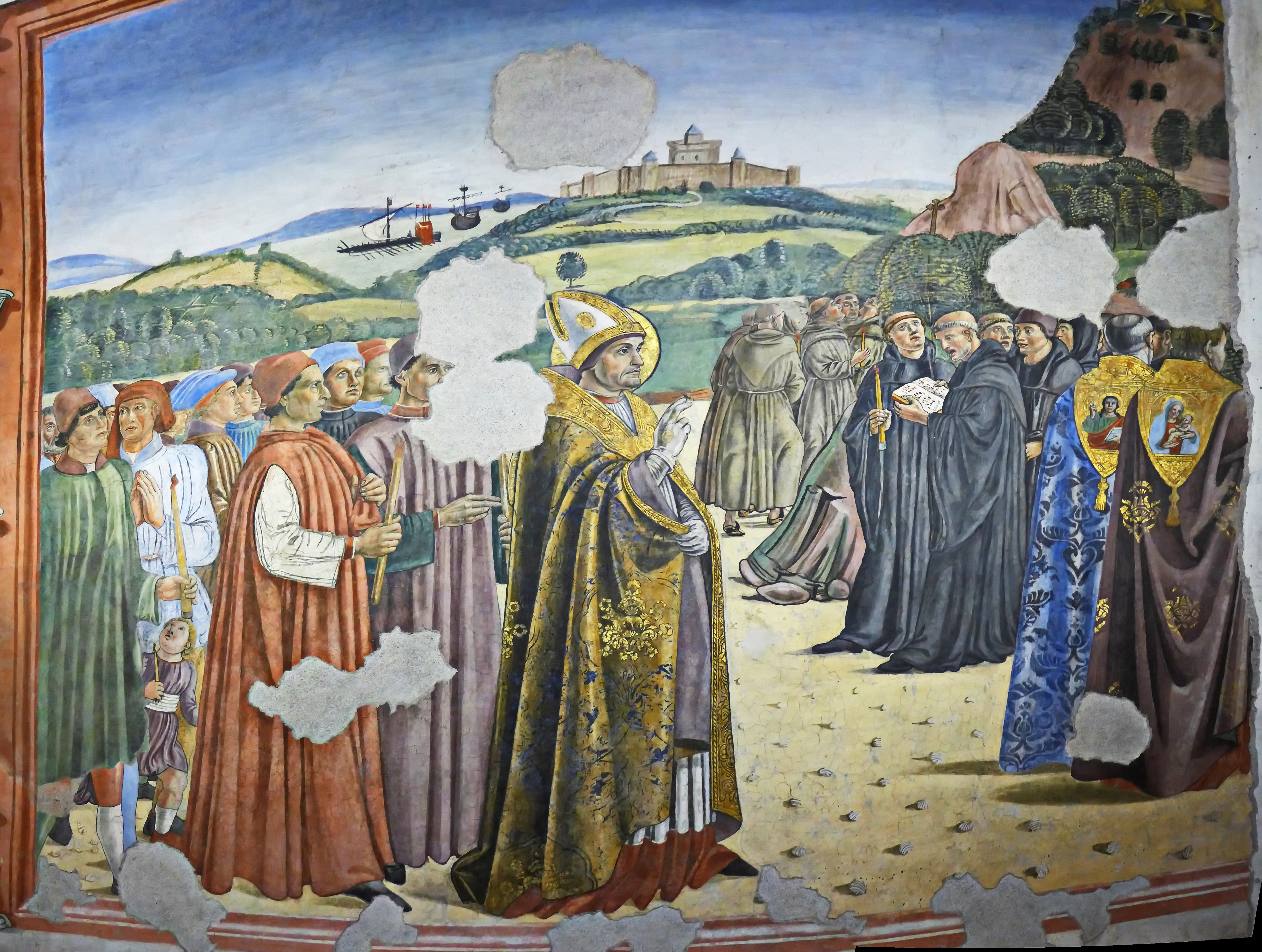
Bischof Aubert von Avranches am Mont-Saint-Michel
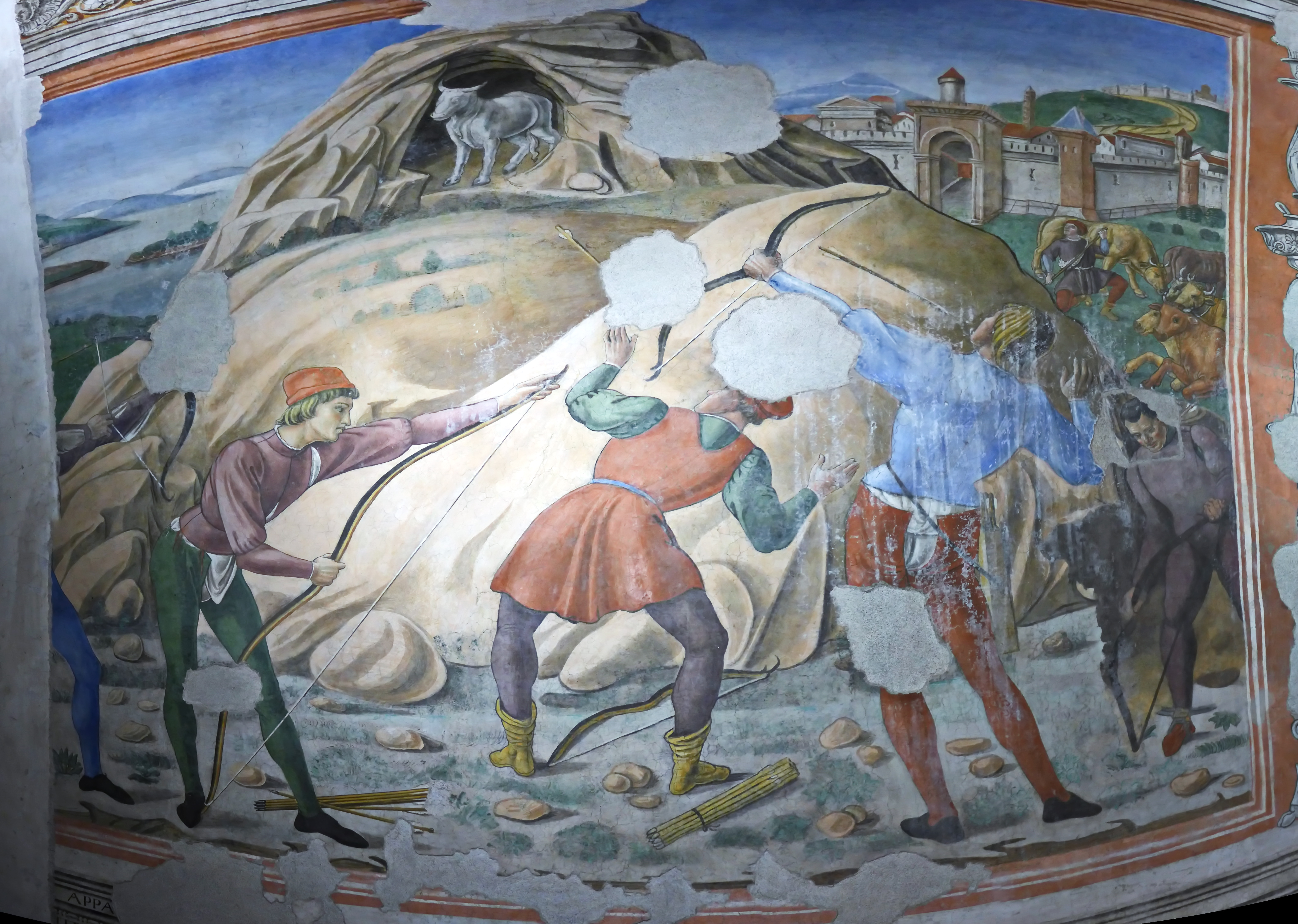
Erscheinung des hl. Michael als Stier in Siponto
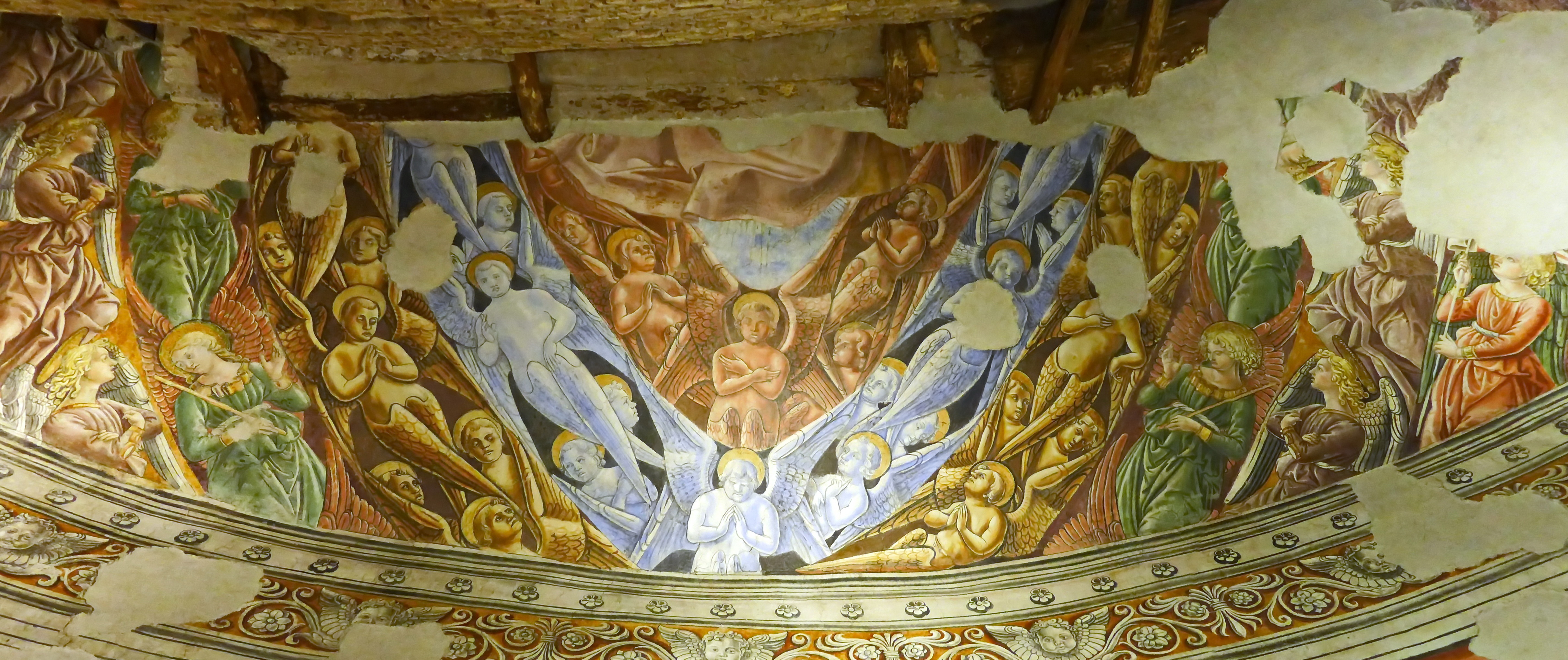
Chor der Engel

### Orgel
Die Orgel wurde 1925 von der Orgelbaufirma Mascioni erbaut und 1955 erweitert. Das Instrument hat 46 Register auf drei Manualen und Pedal. Die Trakturen sind elektrisch. Die Werke sind auf zwei Sektionen aufgeteilt: Hinter dem Hauptaltar befinden sich die Manualwerke. Die Pedalregister befinden sich in einem seitlichen Gehäuse.
| I Rückpositiv C–c4 |        |
| Quintade           | 16′    |
| Principalino       | 8′     |
| Bordone            | 8′     |
| Salicional         | 8′     |
| Flauto             | 4′     |
| Nazard             | 2 ⁄3′  |
| Flautino           | 2′     |
| Quinte             | 1 ⁄3′  |
| Terz               | 1 3⁄5′ |
| Cornetto           | 8′     |
| Clarinetto         | 8′     |
| Voce Celeste       | 8′     |

| II Hauptwerk C–c4 |     |
| Principal         | 16′ |
| Principal         | 8′  |
| Flauto            | 8′  |
| Dulciana          | 8′  |
| Ottava            | 4′  |
| Oktave            | 2′  |
| Sesquialtera II   |     |
| Ripieno V         |     |
| Tromba            | 8′  |
| Tromba            | 4′  |
| Voce Umana        | 8′  |

| III Schwellwerk C–c4 |    |
| Principale           | 8′ |
| Bordone              | 8′ |
| Viola                | 8′ |
| Corno Camoscio       | 4′ |
| Silvestre            | 2′ |
| Pienino V            |    |
| Oboe                 | 8′ |
| Coro Viole II        |    |
| Tremolo              |    |

| Pedalwerk C–g1 |         |
| Acustico       | 32′     |
| Contrabbass    | 16′     |
| Subbass        | 16′     |
| Bordone        | 16′     |
| Quinta         | 10 2⁄3′ |
| Basso          | 8′      |
| Dolce          | 8′      |
| Bordone        | 8′      |
| Bordoncino     | 8′      |
| Quinta         | 5 1⁄3′  |
| Ottava         | 4′      |
| Flauto         | 4′      |
| Tromba         | 16′     |
| Tromba         | 8′      |
| Clarine        | 4′      |

- Koppeln: Normalkoppeln, Sub- und Superoktavkoppeln